# ميركوري-ريدستون 1
ميركوري-ريدستون 1 (MR-1) كانت أول اختبار طيران بدون طيار من طراز ميركوري-ريدستون في مشروع ميركوري، وأول محاولة لإطلاق مركبة فضائية من طراز ميركوري بمركبة إطلاق ميركوري-ريدستون. وكان من المقرر أن تكون رحلة غير مدارية بدون طيار، أطلقت في 21 نوفمبر عام 1960 من قاعدة كيب كانافيرال للقوات الجوية بفلوريدا. فشل إطلاقها بطريقة غريبة التي وصفت باسم «رحلة أربع بوصات».

## معرض صور

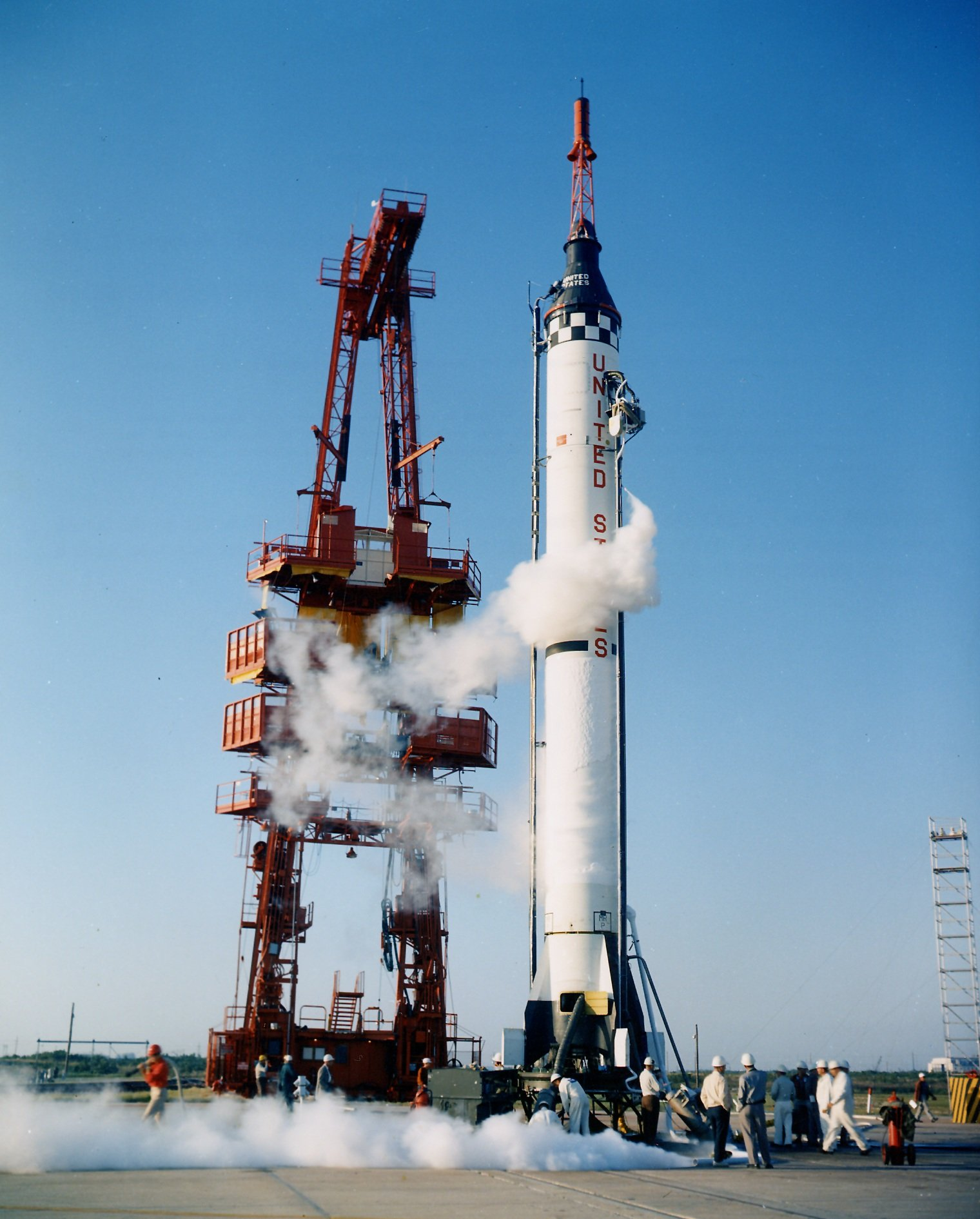
ميركوري-ريدستون 1 وقت دعمها بالوقود واستعدادها للإطلاق.
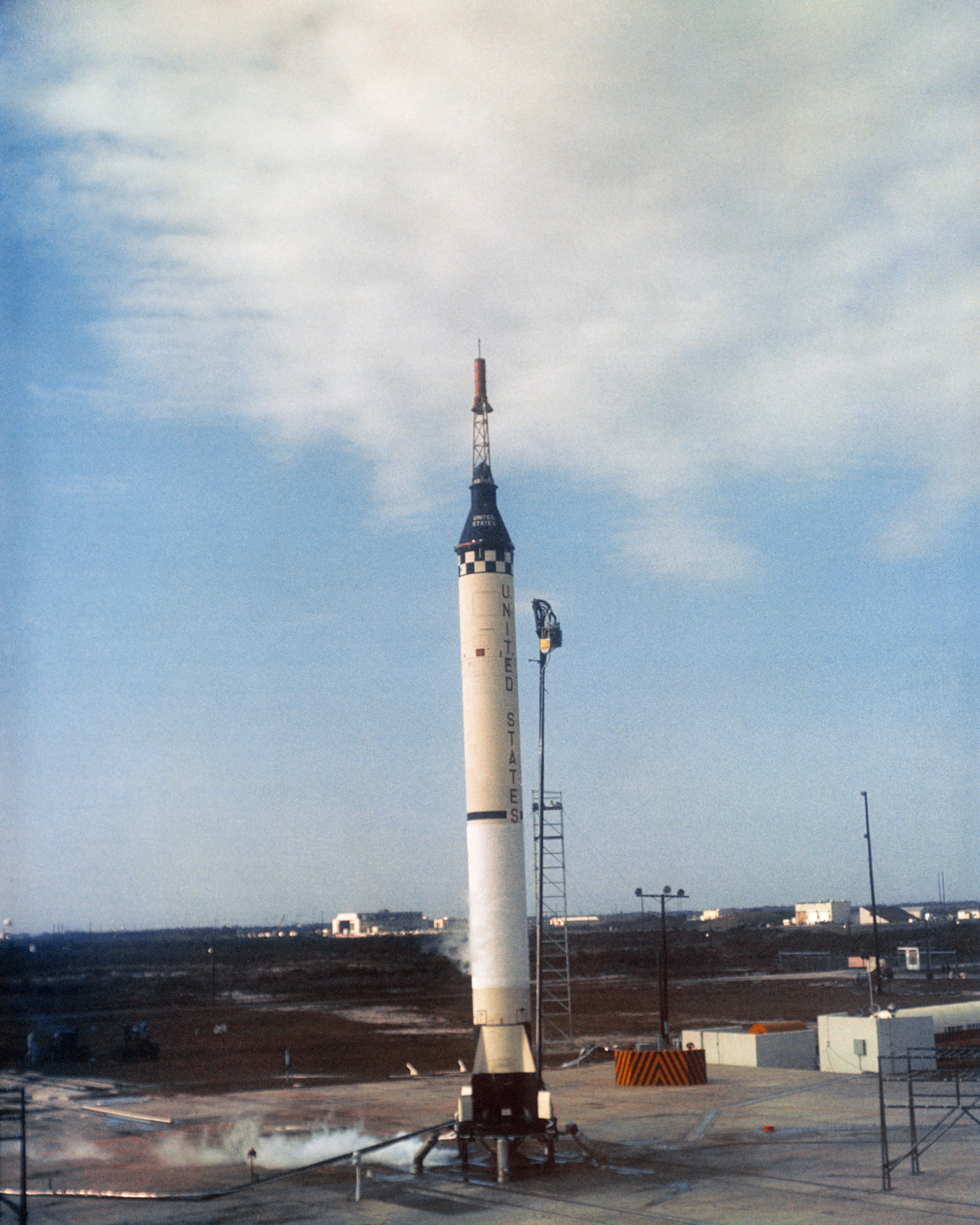
ميركوري-ريدستون 1 لحظة الاشتعال.
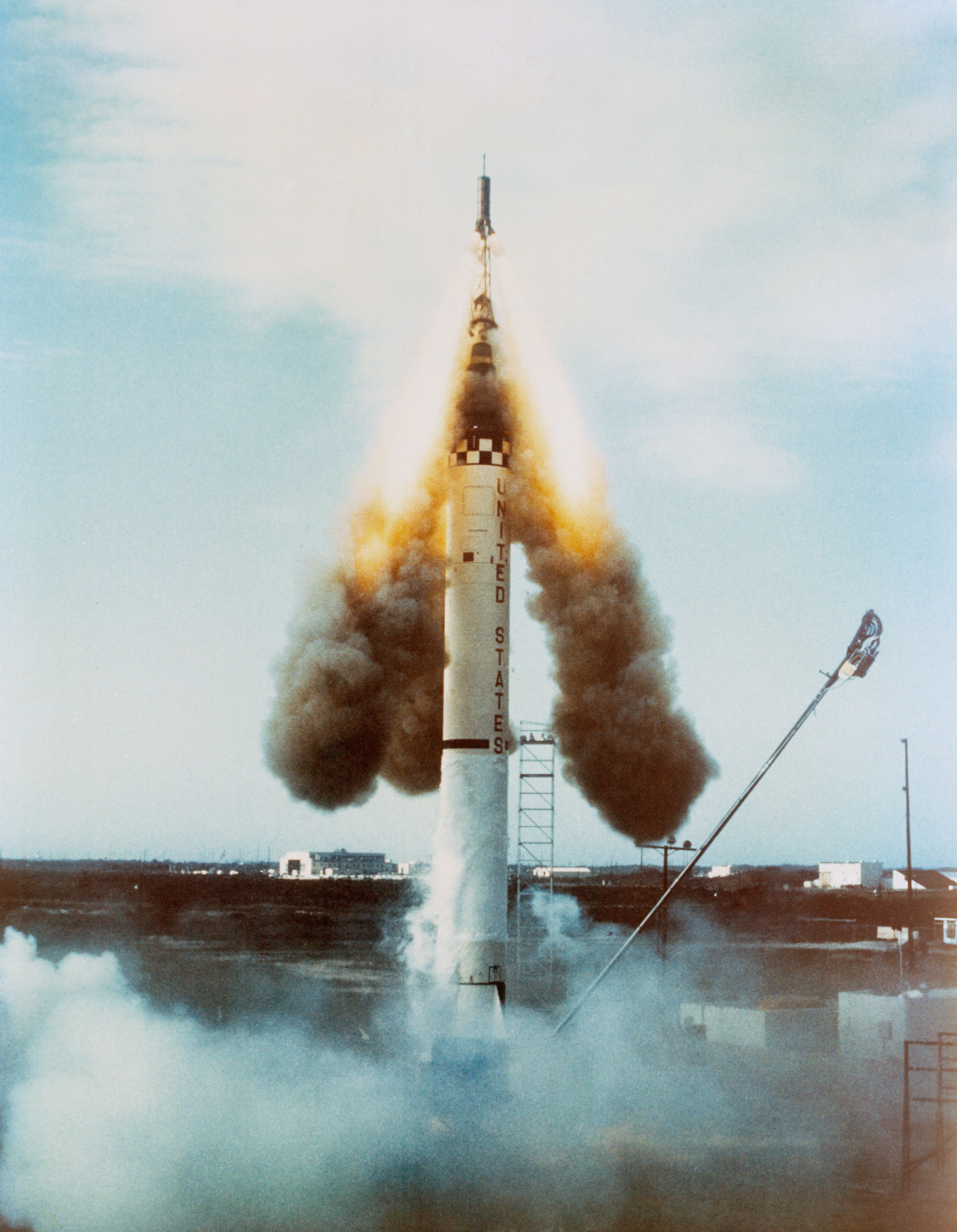
ميركوري-ريدستون 1 لحظة إطلاقها.
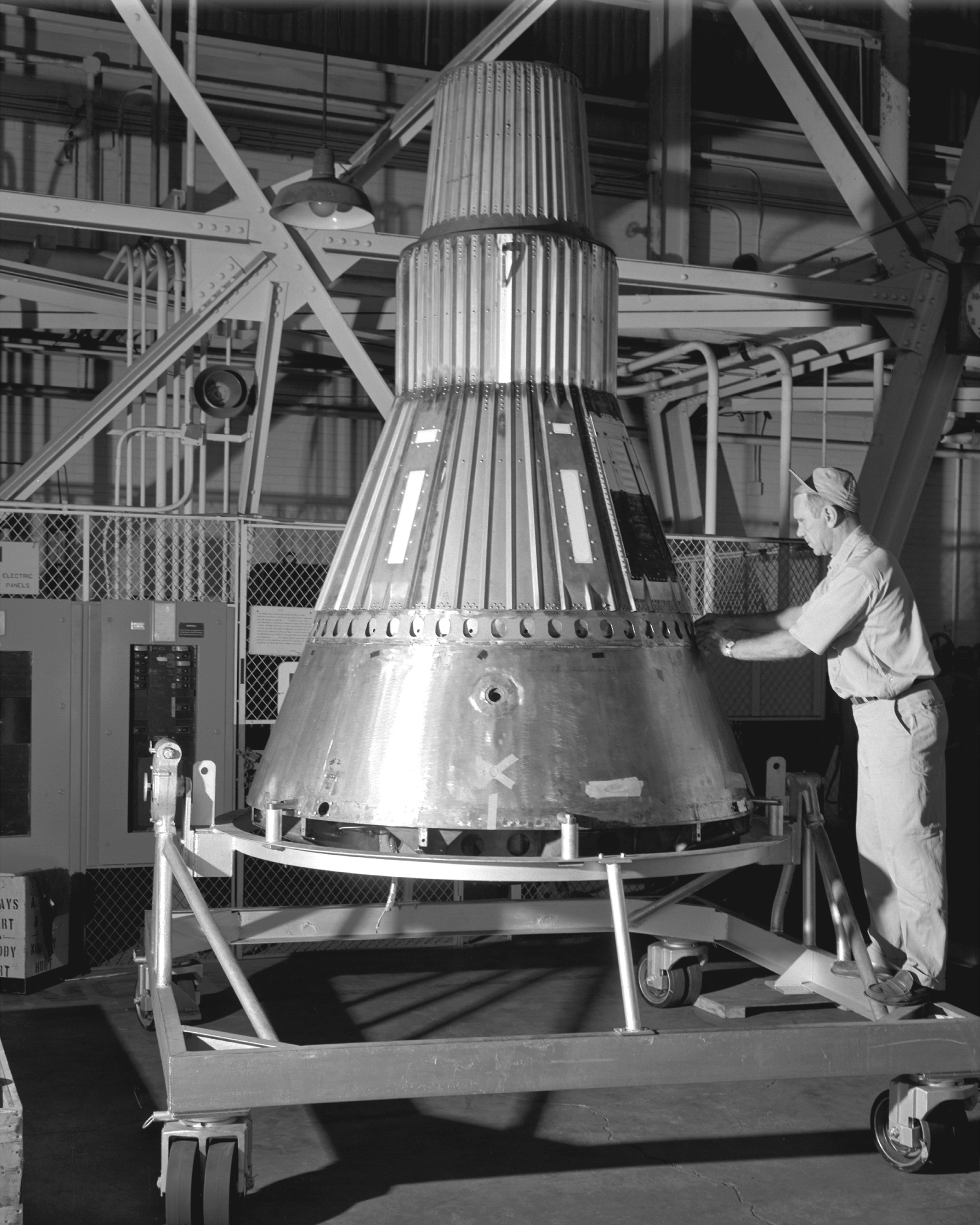
المركبة الفضائية رقم 2 في حالة غير مكتملة في منطقة لويس هنجر في عام 1959.

## ملاحظة
1. ↑  هذه هي كتلة المركبة الفضائية بعد الانفصال عن مركبة الاطلاق، بما في ذلك جميع المواد الاستهلاكية المركبة الفضائية. ويستثنى من ذلك برج الهروب الذي سيتم التخلص منه قبل فصل المركبات الفضائية، ومهايئ المركبة الفضائية التي ستبقى مرفقة بمركبة الاطلاق. ويلاحظ أن المركبة الفضائية الزئبقية رقم 2 تفتقر إلى بعض المعدات الموجودة في المركبة الفضائية المستخدمة في رحلات مشروع ميركوري المأهولة.

## فهرس
- كرانز، جين (2000). الفشل ليس خياراً. نيويورك، الولايات المتحدة الأمريكية: بيركلي بوكس. ISBN 0-425-17987-7

## وصلات خارجية
- سلسلة من الصور من مجلة لايف بموقع جوجل: , , , , , .
- Mercury spacecraft #2 display page on "A Field Guide to American Spacecraft" website.
- YouTube video of Mercury-Redstone 1 mishap